# Carta (matemática)
Carta se incluye en terminología matemática en el sentido cartográfico, el objetivo es el de unir una serie de cartas  o “mapas” para que nos permitan definir completamente una atlas o “colección de mapas” de la totalidad de un espacio topológico al que queremos estudiar.
Para una ampliación contextual de la definición vea variedades diferenciables.

## Definición de cartas
Dado {\displaystyle M_{}^{}} un espacio topológico, llamaremos carta de dimensión {\displaystyle m_{}^{}} en {\displaystyle M_{}^{}} a un par {\displaystyle (U,\Phi _{}^{})} tal que la aplicación {\displaystyle \Phi :U={\stackrel {\circ }{U}}\subset M\rightarrow \mathbb {R} ^{m}} cumpla que {\displaystyle \Phi _{}^{}(U)} sea un abierto y {\displaystyle \Phi _{}^{}} sea un homeomorfismo(biyectiva, continua e inversa continua).
Notas
- Diremos que {\displaystyle U_{}^{}} es un abierto coordenado.
- Si {\displaystyle p\in U}, diremos que {\displaystyle U_{}^{}} es un entorno coordenado de {\displaystyle p_{}^{}}.

- Si {\displaystyle \Phi (p)=0_{}^{}}, diremos que la carta está centrada en {\displaystyle p_{}^{}}.

## Ejemplos triviales

Caso particular en el que n=2

1) Si {\displaystyle M=\mathbb {R} ^{n}} podemos ver que {\displaystyle (\mathbb {R} ^{n},\;id:\mathbb {R} ^{n}\rightarrow \mathbb {R} ^{n})} es carta {\displaystyle \forall n\in \mathbb {N} :n>0}.
2) Si {\displaystyle M=\mathbb {R} } pordemos ver que {\displaystyle ((a,b),\;i:(a,b)\hookrightarrow \mathbb {R} )} es carta {\displaystyle \forall a,b\in \mathbb {R} :a<b}.
3) Si {\displaystyle M=\mathbb {R} } podemos ver que {\displaystyle (\mathbb {R} ,\;x\mapsto x^{3})} es carta, también lo es {\displaystyle x^{2n+1}\forall n>1}. 
Demostración:
{\displaystyle \mathbb {R} } es espacio topológico, {\displaystyle \forall x\in \mathbb {R} ,\;\exists !x^{3},\exists !{\sqrt[{3}]{x}}}, luego es biyectiva y como es continua tenemos un homeomorfismo.
4) Si {\displaystyle M=S^{1}\subset \mathbb {R^{2}} \cong \mathbb {C} } podemos ver que {\displaystyle (S^{1}\ \{i\},\;\phi )} es carta para:
{\displaystyle {\begin{matrix}\phi :&{S^{1}\ \{i\}}&\longrightarrow {}&{(-{\frac {3\pi }{2}},{\frac {\pi }{2}})}\\&z&\longmapsto &{\theta :=\det -\arg _{(-{\frac {3\pi }{2}},{\frac {\pi }{2}})}(z)}\end{matrix}}}.
5) Si {\displaystyle M=S^{1}\subset \mathbb {R^{2}} \cong \mathbb {C} } podemos ver que {\displaystyle (S^{1}\ \{i\},\;\psi )} es carta para:
la proyección estereográfica {\displaystyle {\begin{matrix}\psi :&{S^{1}\ \{i\}}&\longrightarrow {}&\mathbb {R} \\&z&\longmapsto &{x:={\frac {cos(arg(z))}{1-sen(arg(z))}}}\end{matrix}}}.
6) Si {\displaystyle M=S^{n}\subset \mathbb {R} ^{n+1}} podemos ver que {\displaystyle (S^{n}\ \{(0,\;\dots ,\;0,\;1)\},\;\phi )} es carta para:
{\displaystyle {\begin{matrix}\phi :&{S^{n}\ \{(0,\;\dots ,\;0,\;1)\}}&\longrightarrow {}&\mathbb {R} ^{n}\\&(x_{1},\;\dots ,\;x_{n+1})&\longmapsto &{\frac {(x_{1},\;\dots ,\;x_{n})}{1-x_{n+1}}}\end{matrix}}}.